# 東小南山
東小南山，位於臺灣高雄市桃源區梅山里，標高3,711公尺，為玉山山脈中的一座高山，也是台灣百岳名峰之一，位於玉山南峰南側，轄區歸屬為玉山國家公園管理處。行政區屬於高雄市桃源區。四周環繞玉山南峰、鹿山（北）、達芬尖山（東）、安東昆山（南）、南玉山、小南山（西）。